# Biancoblù Basket Bologna
El Effe Biancoblù Basket Bologna, conocido también por motivos de patrocinio como Biancoblù Conad Bologna, fue un equipo de baloncesto italiano con sede en la ciudad de Bolonia. Disputaba sus partidos en el PalaDozza, con capacidad para 5.700 espectadores.

## Historia
El club nació en 2011 con la adquisición de los derechos deportivos del Basket Club Ferrara, que en ese entonces militaba en la Legadue, por parte de un holding denominado «Fortitudo 2011». La intención inicial del presidente Romagnoli era llevar de nuevo a la histórica Fortitudo Pallacanestro Bologna, que no disputaba ninguna competición desde 2010, al básquet profesional. El Biancoblù Basket Bologna utilizaba los colores de la Fortitudo y, gracias a un acuerdo con el presidente de la Fortitudo, el logo de este club.
Al término de la temporada 2012-2013 de la Legadue, el club boloñés cedió sus derechos deportivos al Azzurro Napoli Basket 2013, club fundado en 2013 en Nápoles.

## Nombres
- Conad Sg Fortitudo (2010-2011)
- Biancoblu Conad Bologna  (2011-2013)